# Bahnhof Shin-Hashima
Der Bahnhof Shin-Hashima (jap. 新羽島駅, Shin-Hashima-eki) ist ein Bahnhof auf der japanischen Insel Honshū. Er wird von der Bahngesellschaft Meitetsu (Nagoya Tetsudō) betrieben und befindet sich in der Präfektur Gifu auf dem Gebiet der Stadt Hashima südlich von Gifu. Nebenan befindet sich der Bahnhof Gifu-Hashima an der Schnellfahrstrecke Tōkaidō-Shinkansen.

## Verbindungen
Shin-Hashima ist ein Kopfbahnhof am westlichen Ende der Meitetsu Hashima-Linie, die im benachbarten Bahnhof Egira in die Meitetsu Takehana-Linie übergeht. Beide Strecken werden von der Bahngesellschaft Meitetsu bedient. Den ganzen Tag über fahren Nahverkehrszüge mit Halt an allen Bahnhöfen im Viertelstundentakt von Shin-Hashima über Egira zum Bahnhof Kasamatsu.  Einzelne Züge am frühen Morgen und am späten Abend werden in Kasamatsu zur Meitetsu Nagoya-Hauptlinie durchgebunden und fahren ab oder bis Meitetsu Gifu.
Um zum benachbarten Bahnhof Gifu-Hashima zu gelangen, muss eine Straße überquert werden. Auf dem gemeinsamen Vorplatz hält je eine Buslinie der Gesellschaften Meihankintetsu Bus und Kaizu City Community Bus.

## Anlage
Der Bahnhof steht an der Grenze zwischen den Stadtteilen Funabashichō im Ossten und Fukujochō-Asahira im Osten, parallel zum Bahnhof Gifu-Hashima. Die Umgebung ist von einer ausgedehnten Gewerbezone geprägt. Die auf einem Viadukt befindliche Anlage ist von Südosten nach Nordwesten ausgerichtet und umfasst ein Stumpfgleis, ist also technisch gesehen ein Haltepunkt. Der dazu gehörende überdachte Seitenbahnsteig liegt rund siebeneinhalb Meter über dem Boden und kann Vier-Wagen-Züge aufnehmen. Er ist über eine Treppe und einen Korridor mit dem ebenerdigen und nicht mit Personal besetzten Empfangsgebäude am Bahnhofsvorplatz verbunden. Ein zusätzlicher Aufzug sorgt für einen barrierefreien Zugang.
Im Fiskaljahr 2019 nutzten durchschnittlich 2694 Fahrgäste täglich den Bahnhof.

## Bilder

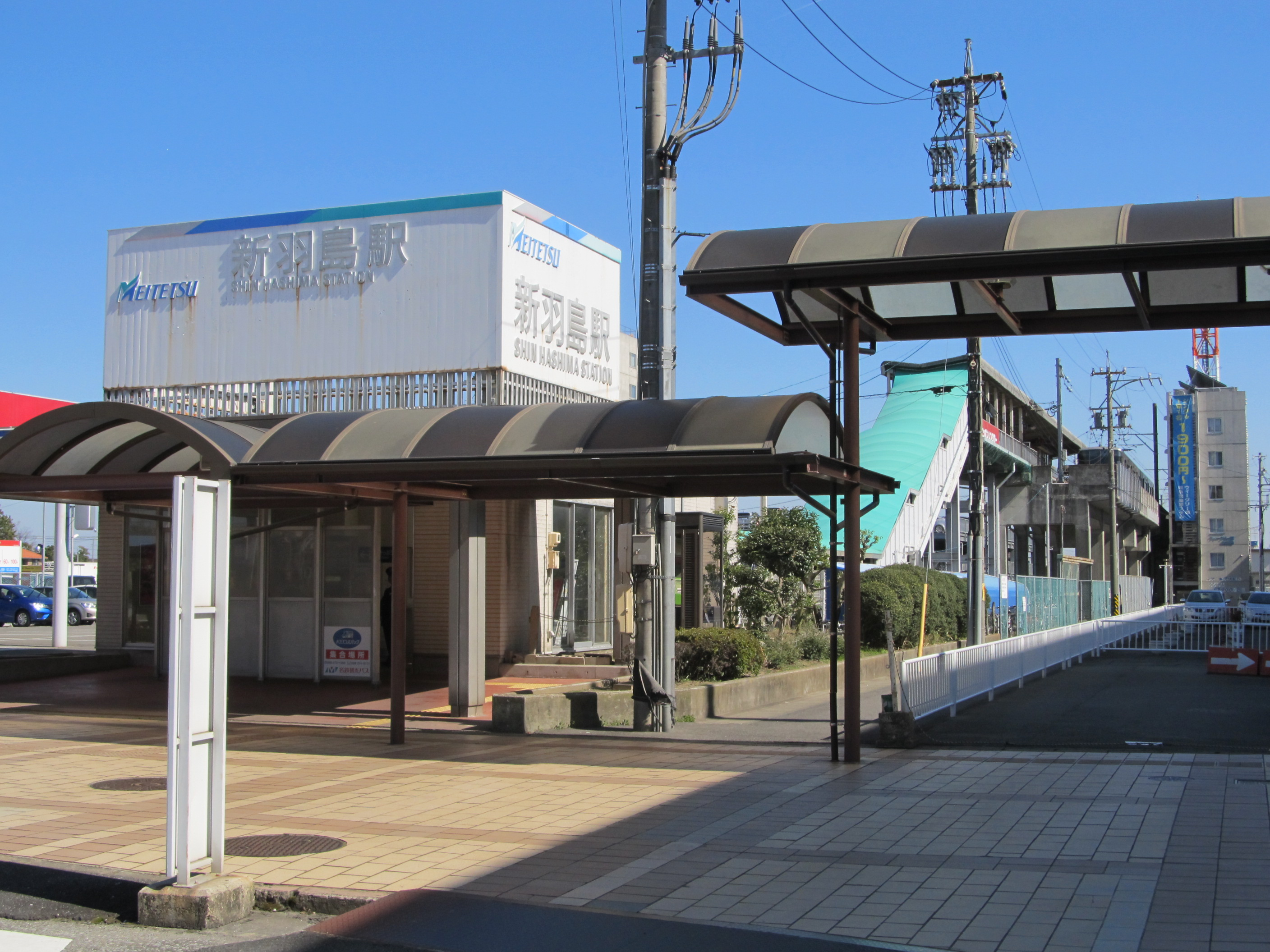
Empfangsgebäude mit Viadukt im Hintergrund
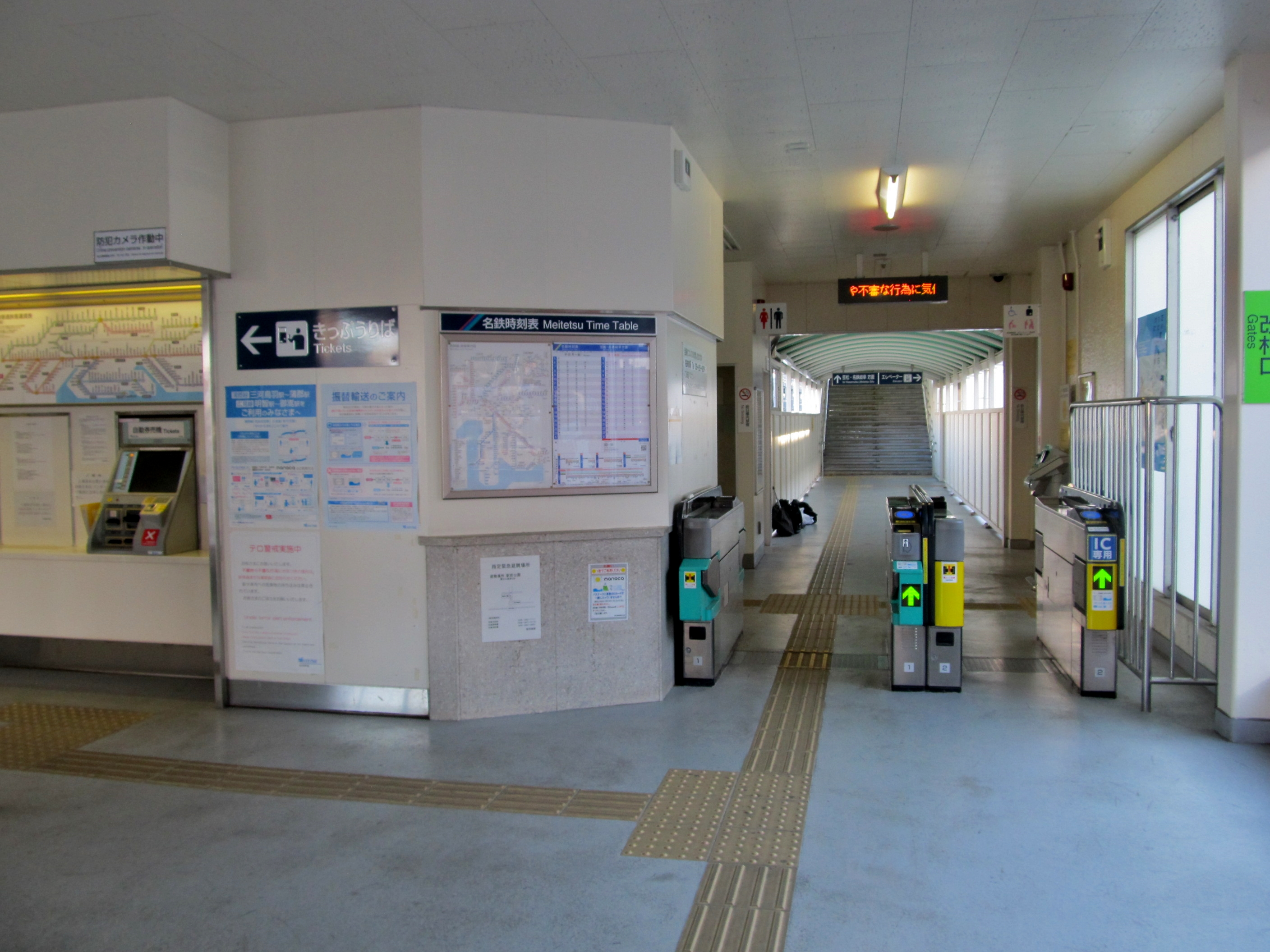
Bahnsteigsperren
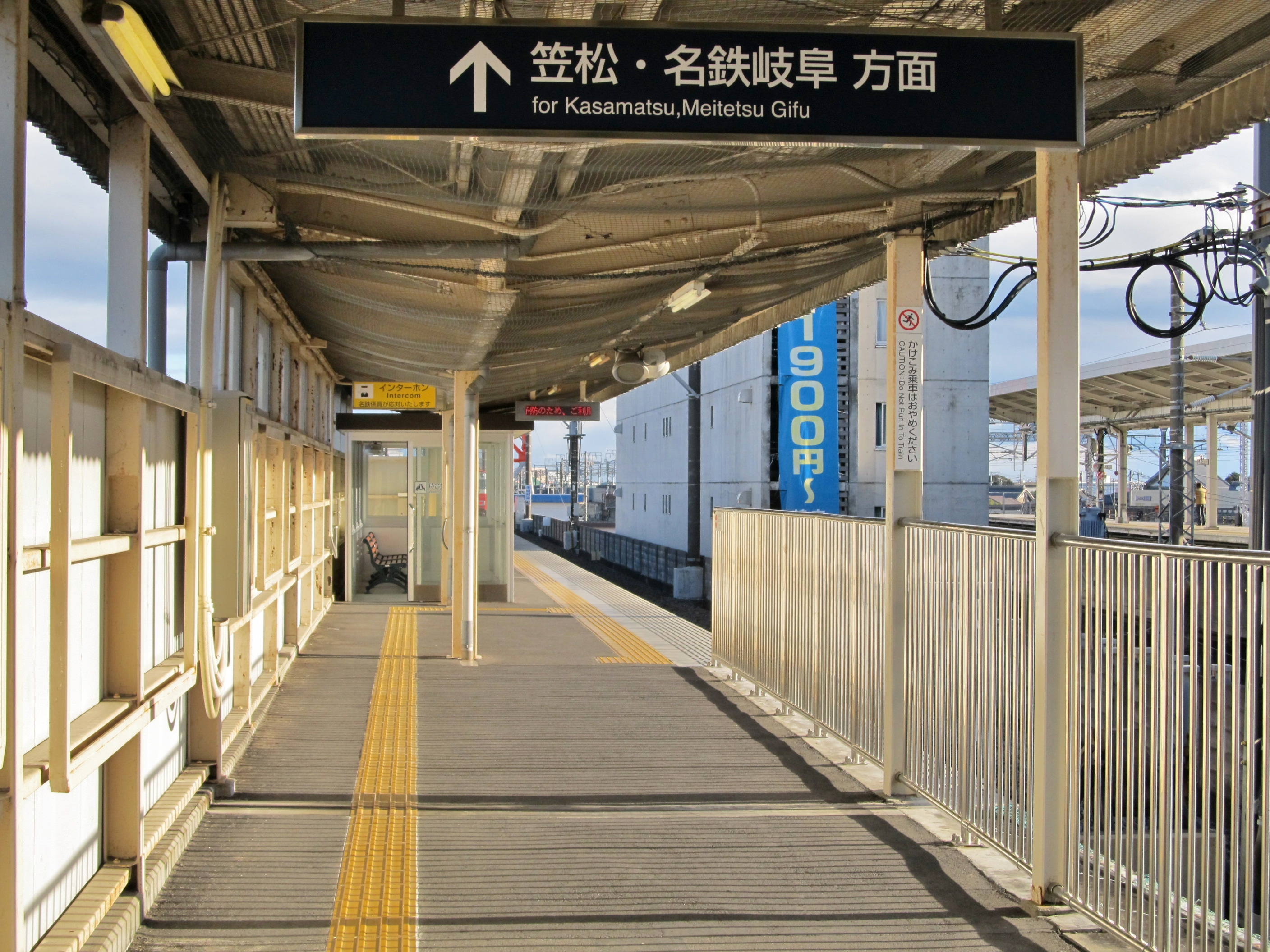
Zugang zum Bahnsteig
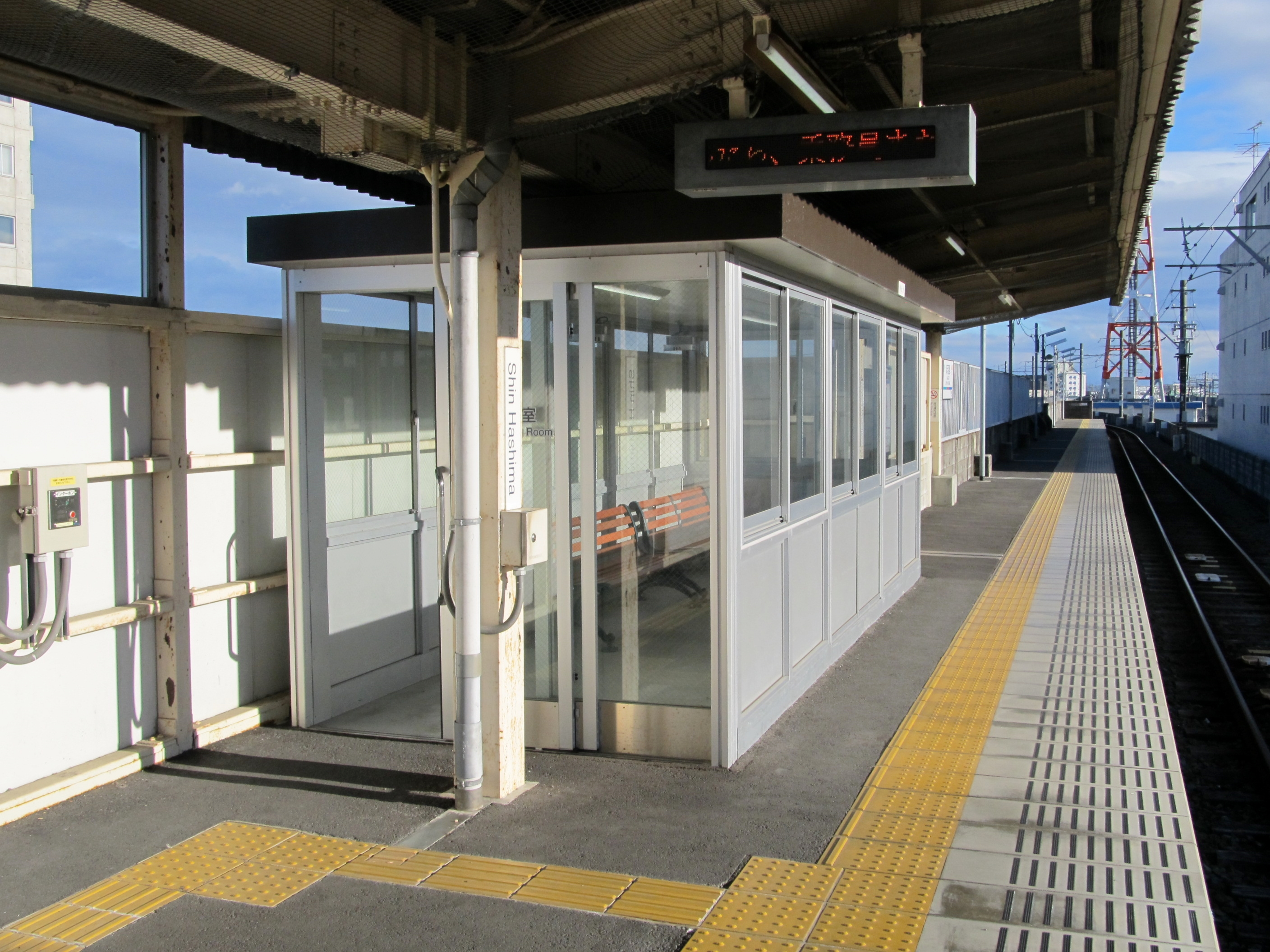
Bahnsteig mit Warteraum

## Linien
| Verlauf der Meitetsu Takehana-Linie / Meitetsu Hashima-Linie                                                                        |
| --- |
| Kasamatsu • Nishi-Kasamatsu • Yanaizu • Minami-Juku • Suka • Fuwa-Ishiki • Takehana • Hashima-Shiyakusho-mae • Egira • Shin-Hashima |

## Geschichte
Zwar wurde der Bahnhof Gifu-Hashima bereits 1964 zusammen mit der Tōkaidō-Shinkansen eröffnet, doch aufgrund von Problemen beim Landerwerb und veränderter Planungsprioritäten der Bahngesellschaft Meitetsu dauerte es fast zwei Jahrzehnte, bis eine lokale Schienenanbindung zur Verfügung stand. Aus diesem Grund ist der Bahnhof Nagoya seit jeher die erste Wahl für die Einwohner von Gifu, um in einen Shinkansen-Hochgeschwindigkeitszug umzusteigen. Die Bauarbeiten begannen erst 1978, die Eröffnung des Bahnhofs Shin-Hashima und der in Egira beginnenden Meitetsu Hashima-Linie erfolgte am 11. Dezember 1982. Seit dem 20. November 2007 ist der Bahnhof aus Rationalisierungsgründen nicht mehr mit Personal besetzt, im April 2019 wurde ein Aufzug installiert.